# Diskografija Demi Lovato
Diskografijo Demi Lovato, ameriške pevke, tekstopiske in filmske ter televizijske igralke, sestavljajo trije glasbeni albumi, en EP in deset singlov. Ob začetku svoje glasbene kariere je Demi Lovato zaigrala v Disney Channelovem glasbenem televizijskem filmu Camp Rock, ki je izšel 20. junija 2008. Njen duet z Joejem Jonasom, »This Is Me«, je izšel kot glavni singl s soundtracka filma Camp Rock in zasedel deveto mesto na glasbeni lestvici Billboard Hot 100. Pesem se je uvrstila med prvih dvajset pesmi na norveški, avstrijski in kanadski lestvici. Zgodaj leta 2008 je Demi Lovato podpisala pogodbo z založbo Hollywood Records in avgusta tistega leta izdala svoj debitantski singl, »Get Back«, ki je zasedel triinštirideseto mesto na ameriški glasbeni lestvici. Njen debitantski glasbeni album, Don't Forget, je izšel septembra 2008 in z 89.000 prodanimi izvodi debitiral na drugem mestu lestvice Billboard 200. Preko albuma je izdala še dva nova singla: »La La Land« in pesem, poimenovano po albumu, ki sta zasedli dvainpetdeseto in triinštirideseto mesto na ameriški lestvici. Pesem »La La Land« se je uvrstila še na eno izmed prvih štirideset mest na lestvicah v Združenem kraljestvu in na Irskem, pesem »Don't Forget« pa se je uvrstila med zadnjih petdeset pesmi na kanadski lestvici. Do februarja 2010 je album Don't Forget prodal več kot 473.000 izvodov v Združenih državah Amerike in zaradi tega prejel zlato certifikacijo s strani organizacije Recording Industry Association of America (RIAA).
Drugi glasbeni album Demi Lovato, Here We Go Again, je izšel julija 2009. Istoimenski glavni singl z albuma, ki je zasedel petnajsto mesto na lestvici Billboard Hot 100, je izšel malo pred tem. Album je debitiral na vrhu lestvice Billboard 200, saj je že v prvem tednu od izida prodal 108.000 izvodov. Pesem »Remember December« je izšla kot drugi in zadnji singl z albuma, kmalu po izidu pa je zasedel osemdeseto mesto na britanski lestvici, na druge lestvice pa se sploh ni uvrstila. Do avgusta 2011 je album Here We Go Again prodal 450.000 izvodov v Združenih državah Amerike. Tretji glasbeni album Demi Lovato, Unbroken, je izšel 20. septembra 2011 in z R&B in pop pesmimi se je razlikoval od njenih prejšnjih pop rock albumov. Prvi singl z albuma, »Skyscraper«, je izšel 12. julija 2011. Pesem je debitirala na desetem mestu lestvice Billboard Hot 100 z 176.000 prodanimi izvodi v Združenih državah Amerike, s čimer je postala njena najuspešnejša pesem od singla »This Is Me«. Do aprila 2011 je Demi Lovato prodala 986.000 izvodov albumov v Združenih državah Amerike.

## Albumi

### Studijski albumi
| Naslov                                         | Detajli albuma                                                             | Dosežki                 | Dosežki    | Dosežki | Dosežki | Dosežki | Dosežki        | Dosežki | Dosežki             | Prodaja                           | Certifikacije                  |
| Naslov                                         | Detajli albuma                                                             | Združene države Amerike | Avstralija | Kanada  | Grčija  | Mehika  | Nova Zelandija | Španija | Združeno kraljestvo | Prodaja                           | Certifikacije                  |
| ---------------------------------------------- | -------------------------------------------------------------------------- | ----------------------- | ---------- | ------- | ------- | ------- | -------------- | ------- | ------------------- | --------------------------------- | ------------------------------ |
| Don't Forget                                   | - Izid: 23. september 2008 - Založba: Hollywood - Format: CD, digitalno    | 2                       | —          | 9       | —       | 62      | 34             | 13      | 192                 | 473.000 (Združene države Amerike) | Združene države Amerike: Zlata |
| Here We Go Again                               | - Izid: 21. julij 2009 - Založba: Hollywood - Format: CD, digital download | 1                       | 40         | 5       | 5       | 25      | 10             | 35      | 199                 | 450.000 (Združene države Amerike) |                                |
| Unbroken                                       | - Izid: 20. september 2011 - Založba: Hollywood - Format: CD, digitalno    | —                       | —          | —       | —       | —       | —              | —       | —                   |                                   |                                |
| »—« pomeni, da se album na lestvico ni uvrstil |                                                                            |                         |            |         |         |         |                |         |                     |                                   |                                |

### Albumi v živo
| Naslov                   | Detajli albuma                                              |
| ------------------------ | ----------------------------------------------------------- |
| Live: Walmart Soundcheck | - Izid: 10. november 2009 - Založba: Hollywood - Format: CD |

### EP-ji
| Naslov                  | Detajli albuma                                                |
| ----------------------- | ------------------------------------------------------------- |
| iTunes Live from London | - Izid: 17. maj 2009 - Založba: Hollywood - Format: Digitalno |

## Singli
| Naslov                                                               | Leto | Dosežki                 | Dosežki    | Dosežki  | Dosežki | Dosežki | Dosežki | Dosežki  | Dosežki        | Dosežki | Dosežki             | Album                      |
| Naslov                                                               | Leto | Združene države Amerike | Avstralija | Avstrija | Kanada  | Nemčija | Irska   | Norveška | Nova Zelandija | Švica   | Združeno kraljestvo | Album                      |
| -------------------------------------------------------------------- | ---- | ----------------------- | ---------- | -------- | ------- | ------- | ------- | -------- | -------------- | ------- | ------------------- | -------------------------- |
| »This Is Me« (skupaj z Joejem Jonasom)                               | 2008 | 9                       | 46         | 18       | 16      | 36      | 27      | 12       | —              | 39      | 33                  | Camp Rock                  |
| »Get Back«                                                           | 2008 | 43                      | —          | —        | 93      | —       | —       | —        | —              | —       | —                   | Don't Forget               |
| »La La Land«                                                         | 2008 | 52                      | 76         | —        | —       | 82      | 30      | —        | —              | —       | 35                  | Don't Forget               |
| »Don't Forget«                                                       | 2009 | 41                      | —          | —        | 76      | —       | —       | —        | —              | —       | —                   | Don't Forget               |
| »Here We Go Again«                                                   | 2009 | 15                      | —          | —        | 61      | —       | —       | —        | 38             | —       | —                   | Here We Go Again           |
| »Remember December«                                                  | 2010 | —                       | —          | —        | —       | —       | —       | —        | —              | —       | 80                  | Here We Go Again           |
| »Wouldn't Change a Thing«[A] (skupaj z Joejem Jonasom / Stanfourjem) | 2010 | —                       | —          | 36       | 90      | 28      | —       | —        | —              | —       | 71                  | Camp Rock 2: The Final Jam |
| »Skyscraper«                                                         | 2011 | 10                      | 45         | —        | 18      | —       | —       | —        | 9              | —       | —                   | Unbroken                   |
| »—« pomeni, da se pesem na lestvico ni uvrstila.                     |      |                         |            |          |         |         |         |          |                |         |                     |                            |

### Nesamostojni singli
| Naslov                                                 | Leto | Dosežek                 | Dosežek  | Dosežek | Dosežek             | Album     |
| Naslov                                                 | Leto | Združene države Amerike | Avstrija | Kanada  | Združeno kraljestvo | Album     |
| ------------------------------------------------------ | ---- | ----------------------- | -------- | ------- | ------------------- | --------- |
| »We Rock« (skupaj z igralsko zasedbo filma Camp Rock)  | 2008 | 33                      | 70       | 41      | 97                  | Camp Rock |
| »We'll Be a Dream« (We the Kings skupaj z Demi Lovato) | 2010 | 76                      | —        | —       | —                   | Smile Kid |
| »—« pomeni, da se pesem na lestvico ni uvrstila.       |      |                         |          |         |                     |           |

## Promocijski singli
| Naslov                                                      | Leto | Dosežki                 | Dosežki             | Album                         |
| Naslov                                                      | Leto | Združene države Amerike | Združeno kraljestvo | Album                         |
| ----------------------------------------------------------- | ---- | ----------------------- | ------------------- | ----------------------------- |
| »Send It On« (skupaj s skupino Disney's Friends for Change) | 2009 | 20                      | —                   | Dobrodelni singl              |
| »Gift of a Friend«                                          | 2009 | —                       | —                   | Zvončica in izgubljeni zaklad |
| »Bounce« (skupaj z Jonas Brothers & Big Robom)              | 2009 | —                       | —                   | Singl brez albuma             |
| »Make A Wave« (skupaj z Joejem Jonasom)                     | 2010 | 84                      | —                   | Dobrodelni singl              |
| »Can't Back Down«                                           | 2010 | —                       | 178                 | Camp Rock 2: The Final Jam    |
| »It's On« (skupaj z igralsko zasedbo filma Camp Rock)       | 2010 | —                       | —                   | Camp Rock 2: The Final Jam    |
| »Me, Myself and Time«[B]                                    | 2010 | —                       | —                   | Sonny with a Chance           |
| »—« pomeni, da se pesem na lestvico ni uvrstila.            |      |                         |                     |                               |

## Ostali singli
| Naslov                                           | Leto | Dosežek                 | Dosežek | Album                   |
| Naslov                                           | Leto | Združene države Amerike | Kanada  | Album                   |
| ------------------------------------------------ | ---- | ----------------------- | ------- | ----------------------- |
| »Who Will I Be«[C]                               | 2008 | —                       | 80      | Camp Rock               |
| »On the Line« (skupaj z Jonas Brothers)          | 2008 | 100                     | —       | Don't Forget            |
| »One and the Same« (skupaj s Seleno Gomez)       | 2009 | 82                      | —       | Disney Channel Playlist |
| »Catch Me«                                       | 2009 | 89                      | —       | Here We Go Again        |
| »—« pomeni, da se pesem na lestvico ni uvrstila. |      |                         |         |                         |

## Videospoti
| Naslov              | Leto | Režiser(ji)                   | Ustvarjalec                       |
| ------------------- | ---- | ----------------------------- | --------------------------------- |
| »Get Back«          | 2008 | Philip Andelman               | Demi Lovato                       |
| »La La Land«        | 2008 | The Malloys in Tim Wheeler    | Demi Lovato                       |
| »Lo Que Soy«        | 2009 | Nepoznano                     | Demi Lovato                       |
| »Don't Forget«      | 2009 | Robert Hales                  | Demi Lovato                       |
| »Here We Go Again«  | 2009 | Brendan Malloy in Tim Wheeler | Demi Lovato                       |
| »Send It On«        | 2009 | Nepoznano                     | Disney's Friends for Change       |
| »Gift of a Friend«  | 2009 | Nepoznano                     | Demi Lovato                       |
| »Bounce«            | 2009 | Nepoznano                     | Jonas Brothers & Demi Lovato      |
| »Remember December« | 2009 | Tim Wheeler                   | Demi Lovato                       |
| »We'll Be a Dream«  | 2010 | Raul B. Fernandez             | We the Kings skupaj z Demi Lovato |
| »Make a Wave«       | 2010 | Nepoznano                     | Demi Lovato & Joe Jonas           |
| »Skyscraper«        | 2011 | Mark Pellington               | Demi Lovato                       |